# Ігор Зайцев
Ігор Зайцев (нар. 11 травня 1989) — український баскетболіст клубу «Тайбей Фубон Брейвс» з P. League+.

## Професійна кар'єра
9 грудня 2016 року Зайцев підписав контракт з іспанською командою «Манреса». 6 лютого 2017 року він покинув «Манреса» після семи ігор. Через чотири дні він повернувся у свій колишній клуб «Роза Радом».